# Deaflympics d'été de 1924
Les Deaflympics d'été de 1924, officiellement appelés les 1er International Silent Games, ont eu lieu du 10 août 1924 au 17 août 1924 à Paris, capitale de la France grâce à Eugène Rubens-Alcais, un sourd français connu aujourd'hui comme fondateur des Deaflympics.
Neuf nations ont participé au premier des Deaflympics. Les épreuves ont presque toutes été gagnées par des Français.

## Paris, le premier lieu de Deaflympics
Eugène Rubens-Alcais et ses amis ont organisé les Jeux olympiques pour les sourds à Paris. Eugène a réussi à attirer huit autres nations pour faire le premier des Deaflympics. Paris est le premier lieu des Deaflympics de l'histoire.

## La seule femme
Van Der Heyden Hendrika Nicolini, une Hollandaise, est la seule femme ayant participé au premier Deaflympics. Elle a gagné la médaille d'Or pour une épreuve de natation.

## Sport

### Sports individuels
- Athlétisme
- Cyclisme sur la route
- Natation
- Tennis
- Tir sportif
- Plongeon

### Sports en équipe
- Football

## Pays participants
- Belgique  (26)
- France (66)
- Royaume-Uni (34)
- Hongrie (1)
- Italie  (1)
- Lettonie (1)
- Pays-Bas (13)
- Pologne  (5)
- Roumanie (1)

## Compétition

### Tableau des médailles
- Pays organisateur (France)

| Rang    | Nation      | Or | Argent | Bronze | Total |
| ------- | ----------- | -- | ------ | ------ | ----- |
| 1       | France      | 22 | 16     | 10     | 48    |
| 2       | Royaume-Uni | 3  | 3      | 5      | 11    |
| 3       | Pays-Bas    | 2  | 5      | 2      | 9     |
| 4       | Italie      | 2  | 0      | 0      | 2     |
| 5       | Belgique    | 1  | 4      | 14     | 19    |
| 6       | Pologne     | 0  | 1      | 0      | 1     |
| 7       | Roumanie    | 0  | 0      | 0      | 0     |
| 7       | Lettonie    | 0  | 0      | 0      | 0     |
| 7       | Hongrie     | 0  | 0      | 0      | 0     |
| Total： | Total：     | 31 | 30     | 31     | 92    |

### La France aux Deaflympics
Pour ces premiers Deaflympics d'été 66 athlètes français étaient présents, et avec ils ont pu récolter 22 médailles d'or, 16 médailles d'argent et 10 médailles de bronze ce qui a permis de classer la France premier du classement.

#### Médaillés
- Athlétisme 100 m. : Albert Braun
- Athlétisme 200 m. : Paul Reinnmund
- Athlétisme 400 m. : Maurice Riedinger
- Athlétisme 800 m. : Maurice Riedinger
- Athlétisme 1500 m. : Emile Van Den Torren
- Athlétisme 5000 m. : Emile Van Den Torren
- Athlétisme 10000 m. : Emile Van Den Torren
- Athlétisme 110m haies : Yves Ruelland
- Athlétisme 400m haies : Yves Ruelland
- Athlétisme Relais 4 × 100 mètres: Gaston Dupuy, Albert Braun, André Braun & Paul Reinnmund
- Athlétisme Relais 4 × 400 mètres: Yves Ruelland, Maurice Riedinger, Pierre Gerin & Gaston Dupuy
- Athlétisme Saut en hauteur : Yves Ruelland
- Athlétisme Saut en longueur : Yves Ruelland
- Athlétisme Saut à la perche : Émile  Carrier
- Athlétisme Lancer du poids : Raymond Codé
- Athlétisme Lancer du disque : Yves Ruelland
- Cyclisme sur la piste, 1000m: Paul Lambert
- Cyclisme sur la route, 25 km chrono: Théodore Saliou
- Cyclisme sur la piste, 150 km: Paul Boussin
- Football  France
- Tennis Simple : Pierre Rincheval
- Tir sportif 200m (Position couché): René Bapt

- Athlétisme 100 m. : Paul Reinnmund
- Athlétisme 200 m. :  Albert Braun
- Athlétisme 400 m. : Pierre Gerin
- Athlétisme 800 m. : Pierre Gerin
- Athlétisme 1500 m. : Georges Foubert
- Athlétisme 5000 m. : Eugene Aupin
- Athlétisme 10000 m. : Eugene Aupin
- Athlétisme 110m haies : Raymond Codé
- Athlétisme 400m haies : Raymond Codé
- Athlétisme Lancer du javelot : Raymond Codé
- Athlétisme Saut en hauteur : Étienne Saint-Genis
- Athlétisme Saut en longueur : Paul Reinnmund
- Cyclisme sur la route, 1000m: Jules Gottra
- Cyclisme sur la piste, 150 km: Théodore Saliou
- Tennis duo: Pierre Rincheval & Charles Boisselot
- Tir sportif 200m (Position couché): Fernand Chante

- Athlétisme 100 m. : Gaston Dupuy
- Athlétisme 200 m. :  Gaston Dupuy
- Athlétisme 800 m. : Georges Foubert
- Athlétisme 1500 m. : Noël Daouedal
- Athlétisme Lancer du disque : Corentin Adam
- Cyclisme sur la route, 25 km chrono: Paul Lambert
- Natation 200m Brasse: A. Tissier
- Natation 1500m libre: René Pujol
- Natation 4 x 100m libre
- Tennis simple: Raymond Codé